# Nephi
Nephi ist eine Stadt im Juab County im US-Bundesstaat Utah, Vereinigte Staaten Das U.S. Census Bureau hat bei der Volkszählung 2020 eine Einwohnerzahl von 6443 ermittelt.
Nephi ist der Verwaltungssitz vom Juab County.

## Geographie
Der Ort befindet sich ca. 120 km südlich von Salt Lake City in der Nähe des Mount Nebo. Nephi hat eine Fläche von 11,86 km² (4,58 mi²). Es sind keine Wasserflächen vorhanden.

### Klima
Nephi liegt in der semiariden Klimazone mit ausgeprägten Sommern und Wintern. Frühling und Herbst kommen fast gar nicht zur Geltung. So ist es im Sommer trocken und heiß und im Winter ist die Stadt vom Schnee geprägt.
Die Jahresdurchschnittstemperatur beträgt 18,2 °C. Der wärmste Monat ist der Juli mit durchschnittlich 33,1 °C, der kälteste der Januar mit −7,7 °C. Temperaturen um die 38 °C sind im Hochsommer keine Seltenheit. An der örtlichen Wetterstation wurde am 10. Juli 2002 ein Maximalwert von 41,1 °C gemessen. Im Laufe eines Jahres fallen durchschnittlich 349 mm Niederschlag.
|                       | Jan  | Feb  | Mär  | Apr  | Mai  | Jun  | Jul  | Aug  | Sep  | Okt  | Nov  | Dez  |   |       |
| Mittl. Tagesmax. (°C) | 3,8  | 6,8  | 13,3 | 17,1 | 22,5 | 28,8 | 33,1 | 31,7 | 26,7 | 19,3 | 10,8 | 3,8  | ⌀ | 18,2  |
| Mittl. Tagesmin. (°C) | −7,7 | −5,2 | −1,4 | 1,6  | 6,1  | 10,9 | 15,7 | 14,8 | 9,7  | 3,3  | −2,5 | −7,5 | ⌀ | 3,2   |
|                       |      |      |      |      |      |      |      |      |      |      |      |      |   |       |
| Niederschlag (mm)     | 34,0 | 31,8 | 32,8 | 41,1 | 37,1 | 20,3 | 13,5 | 20,3 | 26,4 | 35,1 | 27,2 | 29,2 | Σ | 348,8 |

| −7,7 |

| −5,2 |

| −1,4 |

| 1,6 |

| 6,1 |

| 10,9 |

| 15,7 |

| 14,8 |

| 9,7 |

| 3,3 |

| −2,5 |

| −7,5 |

| −7,7 |

| −5,2 |

| −1,4 |

| 1,6 |

| 6,1 |

| 10,9 |

| 15,7 |

| 14,8 |

| 9,7 |

| 3,3 |

| −2,5 |

| −7,5 |

## Geschichte
Ausgrabungen, die in den Jahren 1965–1966 nördlich der Stadt durchgeführt wurden, brachten Informationen über die frühen Bewohner der Gegend zutage. Um das Jahr 1300 lebten hier Angehörige der Fremont-Kultur, die der Jagd nachgingen und Ackerbau betrieben.
Im Jahr 1851 erfolgte die Besiedelung durch die Mormonen. Der Ort wurde zunächst Salt Creek genannt, wie der gleichnamige hier verlaufene Bach. Die Siedler begannen, das umliegende Land zu bewirtschaften und errichteten ein Fort zu ihrem Schutz, das im Jahr 1854 fertiggestellt wurde. Das Fort Salt Creek hatte Begrenzungsmauern, die ca. 3,6 Meter hoch waren. In der Nord- und in der Südwand der rechteckigen Befestigungsanlage befanden sich Toreinfahrten. Ein Original Segment der Fort-Wand befindet sich seit 1933 im Nephi City Park. Im Stadtgebiet von Nephi sind heute Markierungen angebracht, die die Lage des ehemaligen Forts kennzeichnen. Im Jahr 1882 wurde der Ort nach dem Propheten Nephi aus dem Buch Mormon benannt. Sieben Jahre später erfolgte die offizielle Stadtgründung von Nephi.
Die nachfolgende Tabelle zeigt die historische Bevölkerungsentwicklung von Nephi:
| Jahr | Einwohner |  | Jahr | Einwohner |  | Jahr | Einwohner |
| ---- | --------- |  | ---- | --------- |  | ---- | --------- |
| 1860 | 672       |  | 1920 | 2603      |  | 1980 | 3285      |
| 1870 | 1286      |  | 1930 | 2573      |  | 1990 | 3515      |
| 1880 | 1797      |  | 1940 | 2835      |  | 2000 | 4733      |
| 1890 | 2034      |  | 1950 | 2990      |  | 2010 | 5389      |
| 1900 | 2203      |  | 1960 | 2566      |  | 2020 | 6443      |
| 1910 | 2759      |  | 1970 | 2699      |  | 2030 |           |

## Verwaltung
Seit 2017 wird die Verwaltung von Nephi durch den Bürgermeister Glade R. Nielson geleitet. Der Bürgermeister sowie die ihn unterstützenden fünf Mitglieder des City Council werden für eine Amtszeit von vier Jahren gewählt.

## Demographie
Am 1. April 2010 lebten in Nephi 5389 Menschen, davon waren 2653 (49,2 %) Frauen und 2736 (50,8 %) Männer.
Ca. 79 % der Einwohner lebten im eigenen Haus oder in einer eigenen Wohnung und nur 19 % wohnten zur Miete, 2 % der Einwohner machten keine Angaben zu ihren Wohnverhältnissen.
Angaben zur Altersstruktur der Einwohner sind in der nachfolgenden Tabelle aufgeführt:
| Bevölkerung    | Einwohner | Anteil  |  | Bevölkerung   | Einwohner | Anteil  |
| -------------- | --------- | ------- |  | ------------- | --------- | ------- |
| unter 18 Jahre | 1880      | 34,89 % |  | 35 – 49 Jahre | 953       | 17,68 % |
| 18 – 24 Jahre  | 439       | 8,15 %  |  | 50 – 64 Jahre | 821       | 15,23 % |
| 25 – 34 Jahre  | 723       | 13,42 % |  | über 64 Jahre | 573       | 10,63 % |

## Wirtschaft und Verkehr
Die Wirtschaft von Nephi ist überwiegend durch Landwirtschaft geprägt.
Nephi ist durch die Interstate 15, die durch das Stadtgebiet führt, mit dem US-amerikanischen Fernstraßensystem verbunden.
Der nächste Verkehrsflughafen ist der ca. 2 km nordöstlich des Stadtzentrums, außerhalb des Stadtgebiets gelegene Regionalflughafen Nephi Municipal Airport.

## Kultur und Sehenswürdigkeiten
Im alten County Courthouse an der Main Street im Ortszentrum befindet sich das Daughters of Utah Pioneers Museum. Im Museum werden Exponate zur Geschichte des Ortes ausgestellt.
Der Mount Nebo Scenic Byway, eine Straße, die zu den National Scenic Byways gehört, führt von Nephi über eine Strecke von ca. 70 Kilometer und auf einer Höhe von bis zu 2750 Meter an den beiden Gipfeln des Mount Nebo östlich vorbei und endet in Payson.

## Persönlichkeiten
- Roger Boisjoly (1938–2012), amerikanischer Ingenieur, der vor der Challenger-Katastrophe warnte, verbrachte seine letzten Lebensjahre in Nephi.
- Brandon Flowers (* 1981), amerikanischer Sänger, verbrachte drei Jahre seiner Kindheit in Nephi.